# Resistenza francese

La croce di Lorena, scelta da Charles de Gaulle per simboleggiare la resistenza francese

Per Resistenza francese si intende il movimento armato clandestino che durante la seconda guerra mondiale combatté contro l'occupazione militare della Francia da parte della Wehrmacht, dopo la resa del governo e dell'alto comando di Francia nel giugno 1940. Dal novembre 1942 anche contro lo Stato autoritario di Vichy. I gruppi della Resistenza comprendevano uomini armati (chiamati solitamente maquisards), editori di giornali e cinegiornali clandestini e spie al servizio degli Alleati. La Resistenza francese cooperò con i servizi segreti alleati (Office of Strategic Services e Special Operations Executive), specialmente nel fornire informazioni sul Vallo Atlantico e coordinare i sabotaggi e altre azioni utili a contribuire al successo dello sbarco in Normandia.

## Origini
Il 18 giugno 1940 Charles de Gaulle si rivolse via radio da Londra al popolo francese e incitò i francesi a continuare la lotta contro i tedeschi. Questo messaggio fu ben recepito nel nord della Francia, meno nel sud del Paese.
Così come erano variegati gli elementi dello Stato di Vichy, che governava la maggior parte sud del Paese, mentre i tedeschi occupavano militarmente il resto, anche la Resistenza in realtà comprendeva numerose formazioni diverse per motivazioni e scopi: la Resistenza comunista (maggioranza), gruppi leali a De Gaulle e anche gruppi regionalisti. I primi movimenti di Resistenza si ebbero al nord, come l'OS (Organisation spéciale) e dalla fine del 1940, sempre al nord si pubblicavano sei giornali clandestini. Nel maggio del 1941 fu paracadutato il primo agente del SOE in Francia settentrionale per assistere alle operazioni della Resistenza. In aggiunta lavoravano per conto degli Alleati anche la Resistenza belga, polacca e olandese. Molti membri erano ex-soldati sfuggiti ai tedeschi o che erano stati rilasciati dai campi di prigionia e che avevano nascosto le armi in attesa di combattere di nuovo.
Altri erano ex-socialisti e comunisti sfuggiti alla Gestapo e molti di loro si erano nascosti nelle regioni forestali, specialmente nelle zone non occupate. Si unirono tra loro per formare le bande maquis e iniziare a pianificare attacchi contro le forze di occupazione. Alcuni gruppi avevano tra i loro membri anche degli spagnoli che avevano combattuto tra le file repubblicane durante la guerra civile spagnola. Alla Resistenza francese si unirono anche un migliaio di tedeschi, che avevano lasciato la Germania perché erano oppositori politici o ebrei.
A causa della complessità politica della Francia il movimento della Resistenza ebbe un avvio difficile, ma dal giugno 1941 cominciò a essere più organizzato e la sua azione antitedesca crebbe di conseguenza. Il 22 giugno 1941 tutti i gruppi comunisti della Francia unirono le forze per convergere in un unico fronte, migliorando notevolmente la propria organizzazione; l'attacco tedesco all'URSS - Operazione Barbarossa - e la conseguente rottura del patto Molotov-Ribbentrop, portò infatti molti comunisti francesi ad unirsi alla Resistenza.
Fino all'11 novembre 1942 il governo di Vichy restò formalmente neutrale, da quella data le truppe tedesche occuparono l'intera Francia, spingendo molti francesi ad entrare in gruppi sovversivi per combattere contro l'occupazione, che a partire dall'Operazione Anton divenne più esplicita e oppressiva.

## Rischi della Resistenza

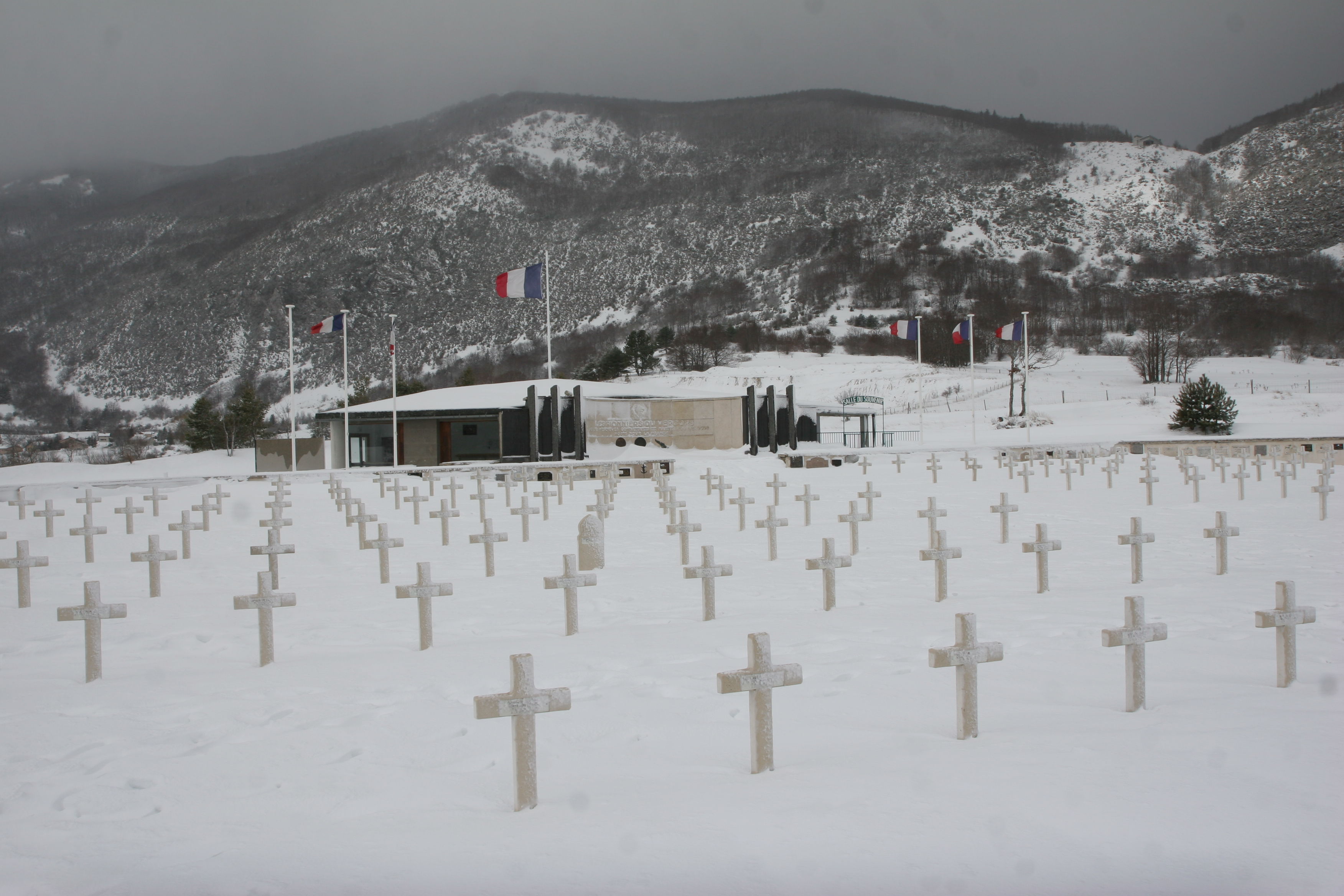
Cimitero e memoriale della Resistenza a Vassieux-en-Vercors

Le autorità tedesche di occupazione non esitavano nell'impiegare mezzi brutali per reagire agli attacchi partigiani. I rischi erano alti per chi era coinvolto nella resistenza e anche per chi era a loro vicino, dal momento che i tedeschi stabilirono subito la pratica della rappresaglia contro i civili per punire eventuali azioni antitedesche. Infatti, nel caso i partigiani non si fossero auto-denunciati alle autorità della Gestapo, le reazioni potevano essere molteplici:
- Le autorità militari tedesche avrebbero giustiziato i partigiani catturati.
- Avrebbero potuto prendere ostaggi tra la popolazione e giustiziarli in caso di atti di sabotaggio, talvolta gli ostaggi venivano presi all'interno dello stesso gruppo dei presunti sabotatori o partigiani (per esempio, ferrovieri in caso di sabotaggio ferroviario); erano quasi sempre gente accusata dai tedeschi di essere schierata con gli Inglesi o i Sovietici.
- Servizi tedeschi come la Gestapo e le SS erano autorizzati ad internare gli oppositori nei campi di concentramento.
- Occasionalmente i tedeschi potevano compiere un massacro, come la distruzione di Oradour-sur-Glane dove un intero villaggio fu raso al suolo e la sua popolazione sterminata per rappresaglia contro attività di Resistenza particolarmente intense.

In aggiunta il regime di Vichy nel gennaio 1943 aveva istituito dei gruppi paramilitari, come la Milice française, per combattere la resistenza.

## Lista dei gruppi
- Conseil National de la Résistance (CNR - Comitato centrale clandestino, organizzato da Jean Moulin, per coordinare ogni gruppo della resistenza metropolitana con sindacati e partiti politici patriottici). Il CNR sostenne de Gaulle contro Giraud per l'unificazione delle forze dell'Impero Francese, sotto il comando del Comité français de la Liberation nationale (CFLN), ad Algeri
- Agir
- Armée Secrète (AS o Esercito Segreto) - gruppo gollista di Charles Delestraint.
- Bureau d'Opérations Aériennes (BOA) - Servizio per la preparazione di operazioni aeree clandestine nella Francia settentrionale.
- Carte. Organizzazione concepita (pare) da André Girard.
- Ceux de la Resistance
- Ceux de la Libération
- Combat - Formata nel 1941 da Henri Frenay. Questo gruppo era orientato verso la sinistra e si concentrò su sabotaggi e contro-propaganda. Pubblicava il giornale clandestino Combat, stampato a Lione e distribuito a Parigi. I suoi membri più famosi furono Albert Camus e Jean-Paul Sartre e più tardi Georges Bidault. (Il giornale Combat fu privatizzato nel 1949 e divenne un giornale commerciale.)
- Combat Zone Nord
- Comité d'Action Socialiste (CAS) - Fondato nel gennaio 1941 da Daniel Mayer, membro del Partito Socialista Francese. Più tardi fu guidato dal libraio parigino Pierre Brossolette.
- Comité Départemental de Libération (CDL o Comitato Dipartimentale di Liberazione)
- Comité de libération du cinéma français (Comitato di Liberazione del Cinema Francese)
- Confrérie Notre-Dame
- Défense de la France - Un gruppo di studenti della Sorbona che iniziò a pubblicare un giornale clandestino dallo stesso nome. La prima edizione ebbe luogo nell'agosto del 1941 e tirò 15 000 copie. Il giornale sopravvisse durante tutta l'occupazione. Il gruppo aveva anche una rete di spionaggio e di fuga e procurava falsi documenti di identità per i membri della resistenza. Verso la fine ebbe contatti stretti con i maquis.
- Francs-Tireurs et Partisans (Français) (FTP o FTPF) - Era formata dal Partito Comunista Francese e terminò come ala militare del Front National (vedi sotto).
- Francs-Tireurs et Partisans de la Main d'Oeuvre Immigrée (FTP-MOI) - Originariamente era comunista e composta per lo più da stranieri. Al contrario dei maquis questo gruppo era specializzato nella guerriglia urbana. Vedi Missak Manouchian, L'affiche rouge
- Francs-Tireur Gruppo di sinistra formato da Jean-Pierre Lévy a Lione nel 1941. Nel dicembre 1941 iniziarono a pubblicare il giornale clandestino Le Franc-Tireur. Aveva membri anche nell'area del Mar Mediterraneo.
- Front National (FN o Fronte Nazionale) - Questo gruppo venne fondato da membri del Partito Comunista Francese nel maggio del 1942. Il suo capo fu Pierre Villon (Non va confuso con l'attuale partito di estrema destra, anch'esso di nome Front National). I suoi membri più famosi furono Georges Politzer, Jacques Decour, Valentin Feldman.
- Interallié - Organizzazione di spionaggio di Roman Sziarnowski e Mathilde Carre. Fu distrutta nel 1942.
- Liberation-Nord fondata da sindacalisti della Confédération générale du travail.
- Liberation-sud Uno dei primi gruppi, fondato da Emmanuel d'Astier, Lucie Aubrac e Raymond Aubrac. Pubblicava il giornale clandestino Libération con il sostegno dei resti del partito socialista.
- Mouvements unis de la Résistance Creato nel gennaio del 1943 dalla fusione dei gruppi Combat, Franc-Tireur e Libération-Sud.
- Musée de L'Homme Un altro gruppo con un giornale clandestino. Trasmetteva anche informazioni politiche e militari in Gran Bretagna e aiutava la fuga di prigionieri di guerra alleati. Venne infiltrato da agenti di Vichy e molti suoi membri vennero arrestati e giustiziati.
- Organisation Civile et Militaire (OCM o Organizzazione Civile e Militare). Fondata dal colonnello Alfred Touny nell'aprile del 1942. Fu ucciso con dodici altri ad Arras due anni dopo e il suo posto di preso da Aimé Lepercq.
- Organisation de la Résistance de l'Armée (ORA o Organizzazione della Resistenza dell'Esercito) - Giraudista, cioè composta da sostenitori del generale francese Henri Giraud. François Mitterrand si unì a essa nel 1943.

Ci furono altri gruppi della resistenza come Liberté e Vérité (che confluirono in Combat) e Gloria SMH (che fu tradito). Più tardi Combat, Franc-Tireur e Libération formarono il Mouvements Unis de la Résistance (MUR) che già aveva delle bande armate per proprio conto.

## Attività

La suddivisione della Francia dal giugno 1940: in rosso i territori annessi al Reich, in rosa i territori occupati militarmente dalla Wehrmacht, e in blu il territorio del Governo di Vichy.

Lo Special Operations Executive (SOE) iniziò ad aiutare e a rifornire la Resistenza dal novembre del 1940. Capo della sezione indipendente (non gollista) 'F' o Francese fu il maggiore (e in seguito, colonnello) Maurice Buckmaster, degli Intelligence Corps. Spedirono armi, radio, marconisti e consiglieri. Uno degli agenti di questa sezione era Peter Churchill (nessuna parentela con Winston).
Anche il Secret Intelligence Service e i polacchi, i belgi e gli olandesi mandarono agenti in Francia in cooperazione con il governo francese in esilio.
Dal momento che i governi statunitense e britannico non erano sempre d'accordo con lui, Charles de Gaulle organizzò un suo servizio segreto, il Bureau Central de Renseignements et d'Action (BCRA) che poi divenne Direction Général des Services Spéciaux (DGSS), guidata da Jacques Soustelle.
La Resistenza fu combattuta da Wehrmacht, Abwehr, Gestapo, Sicherheitsdienst e dal gennaio 1943 dalla Milice française, la polizia del regime di Vichy guidata da Joseph Darnand. I suoi metodi erano brutali quanto quelli della Gestapo. Un avversario particolarmente zelante era lo Abwehr Feldwebel Hugo Bleicher. Egli demolì la rete spionistica interalleata franco-polacca a Parigi e arrestò personalmente il suo capo, il maggiore dell'aviazione polacca Roman Czerniawski nome in codice 'Armand'per i francesi e 'Walenty' per i polacchi. In seguito Czerniawski finse di diventare un agente tedesco (nome in codice 'Hubert') i quali lo mandarono in Gran Bretagna, ma in realtà fece il doppio gioco tornando al servizio britannico (i quali gli misero il nome in codice 'Brutus').
Il 1º gennaio 1942 Jean Moulin si paracadutò ad Arles con altri due uomini e con equipaggiamento radio e proseguì per Marsiglia. De Gaulle gli mandò le coordinate delle attività di alcuni gruppi di Resistenza. Molti gruppi non furono entusiasti di questo in un primo momento.
Quando i tedeschi iniziarono a pianificare i lavori forzati in Francia all'inizio del 1943, migliaia di giovani fuggirono e si unirono ai maquisards. Lo SOE intervenne in aiuto fornendo maggiori rifornimenti. Anche l'organizzazione americana Office of Strategic Services (OSS) iniziò a mandare i suoi agenti in Francia per cooperare con lo SOE.
Nel giugno del 1943 la sezione RF (cooperazione gollista) dello SOE spedì per la prima volta Edward Yeo-Thomas a collegare le attività del BCRA (gollista) e dello SOE a Parigi. Nel febbraio del 1944 fu tradito e la Gestapo lo arrestò.
Jean Moulin riuscì a convincere Armée Secrète, Comité d'Action Socialiste, Francs-Tireur, Front National e Libération a unificare i loro sforzi nel Conseil National de la Resistance (CNR) sotto la direzione di De Gaulle. Il loro primo incontro collettivo avvenne a Parigi il 27 maggio 1943. Moulin lo presiedeva.
Inizialmente il governo statunitense sosteneva Henri Giraud. Però alla conferenza di Casablanca nel giugno del 1943, De Gaulle e Giraud furono obbligati a riconciliarsi e divennero presidenti congiunti del CNR. Giraud fu estromesso da De Gaulle e si dimise nell'ottobre del 1943.
Il 7 giugno 1943 la Gestapo catturò il membro della Resistenza René Hardy. Klaus Barbie torturò tutti quelli che stavano intorno a Moulin e Moulin stesso fu arrestato (insieme ad altri) a Caluire il 21 giugno. Moulin morì dopo atroci torture l'8 luglio 1943. Il nuovo presidente del CNR fu Georges Bidault.
Pare che la Gestapo rilasciasse Hardy. Fu accusato di collaborazionismo dopo la guerra ma poi fu assolto.
L'Operazione Overlord si stava avvicinando. Nella primavera del 1943 il COSSAC iniziò a dirigere le attività di SOE e OSS che erano connesse al piano di invasione. Infine, prendeva ordini dal Supreme Headquarters Allied Expeditionary Force (SHAEF, "Quatrir Generale Supremo delle Forze di Spedizione Alleate). I membri della resistenza si concentrarono sulla raccolta di informazioni e sul sabotaggio delle linee di trasporto e comunicazione. Distrussero binari, ponti e treni.

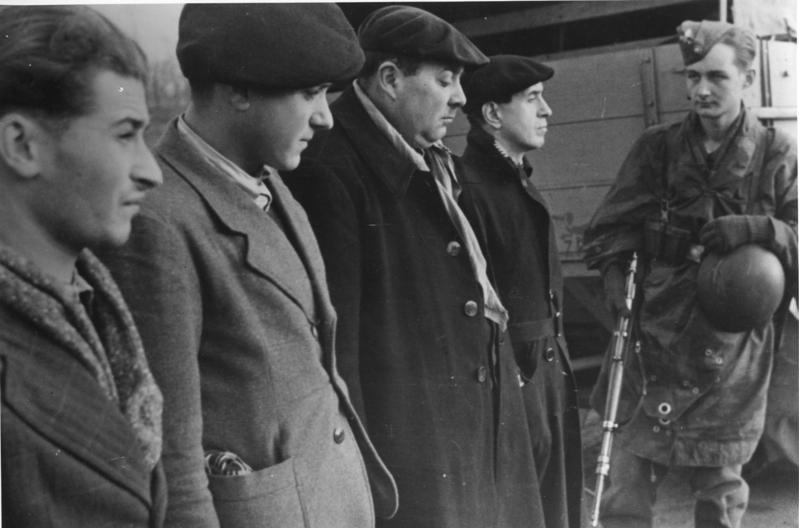
Partigiani francesi prigionieri, 1944

Nel 1944 fu inaugurato un quartier generale a Londra con il nome di EMFFI, sigla di Etat Major Forces Françaises de l'Intérieur ("Stato Maggiore delle Forze Francesi dell'Interno") sotto il comando del generale Marie Pierre Koenig come parte delle forze armate alleate.
Le Forze Francesi dell'Interno (FFI) nacquero il 1º febbraio 1944 dalla fusione dei principali gruppi militari della resistenza interna, che si erano formati dal 1940 al 1944 nella Francia occupata: AS, ORA, FTP, eccetera. La fusione, voluta soprattutto da Jacques Bingen, non era destinata solo unificare e dare una cornice "legale" alle formazioni, ma anche a strutturarle in modo gerarchico attraverso il Comac (o Comidac), sotto il comando del generale Pierre Dejussieu-Pontcarral. 
Lo SOE spedì squadre di tre uomini (nome in codice Jedburgh) - organizzate con un rappresentante del Regno Unito e statunitense e uno del paese interessato (sebbene mai veramente messo in pratica e inteso in tal senso anche per l'Olanda) e con un marconista - per organizzare i sabotaggi dal D-day in avanti. Ci furono 93 squadre Jedburgh, tutte chiamate con un nome di battesimo britannico.

### Dopo lo sbarco alleato
Il 5 giugno 1944 la BBC trasmise un gruppo di frasi insolite. Il Sicherheitsdienst sapeva che si trattava di frasi in codice, probabilmente dell'invasione di Normandia, ma la loro allerta fu ignorata a causa della pochezza e dell'incertezza dei dati, generata dagli sforzi sistematici e costanti degli Alleati per creare false informazioni allo scopo di confondere il servizio informazioni della Wehrmacht. In tutta la Francia i gruppi della Resistenza si coordinarono tra loro. Vari gruppi in tutto il Paese aumentarono le loro azioni di sabotaggio. Fecero deragliare treni, fecero saltare in aria depositi di munizioni e attaccarono le guarnigioni tedesche. Alcuni passarono via radio ai comandanti statunitensi e britannici informazioni sulle posizioni difensive tedesche poste sulle spiagge della Normandia, appena prima del 6 giugno.
La vittoria non arrivò facilmente. A giugno e luglio sull'altopiano di Vercors un nuovo gruppo rinforzato di maquisard si oppose a circa 15000 soldati delle Waffen SS al comando del generale Karl Pflaum e fu sconfitto con seicento perdite. Il 10 giugno le truppe del maggiore Otto Dickmann distrussero il villaggio di Oradour-sur-Glane per rappresaglia.
Più tardi la Resistenza aiutò l'invasione alleata del sud della Francia nelle operazioni Dragoon e Anvil.
Quando le forze alleate cominciarono ad avvicinarsi a Parigi il 19 agosto, si attivarono anche le cellule della Resistenza. Combatterono con granate e fucili e arrestarono e giustiziarono numerosi collaborazionisti. La maggior parte della polizia parigina si unì a loro. Roosevelt mandò delle truppe per aiutarli, le prime delle quali arrivarono il 24 agosto. Gli ultimi tedeschi si arresero il 25 agosto. Il 20 agosto si dissolse il Governo di Vichy.
Il 28 agosto 1944 De Gaulle dette quindi l'ordine di scioglimento di tutte le forze militari della Francia Libera e delle organizzazioni della Resistenza. Chi avesse voluto continuare a combattere i tedeschi sarebbe entrato nel nuovo esercito francese, guidato dal Governo provvisorio della Repubblica francese.

## Resistenti francesi
- José Aboulker
- Berty Albrecht (1893-1943)
- Dimitri Amilakhvari (1906-1942)
- Louis Aragon (1897-1982)

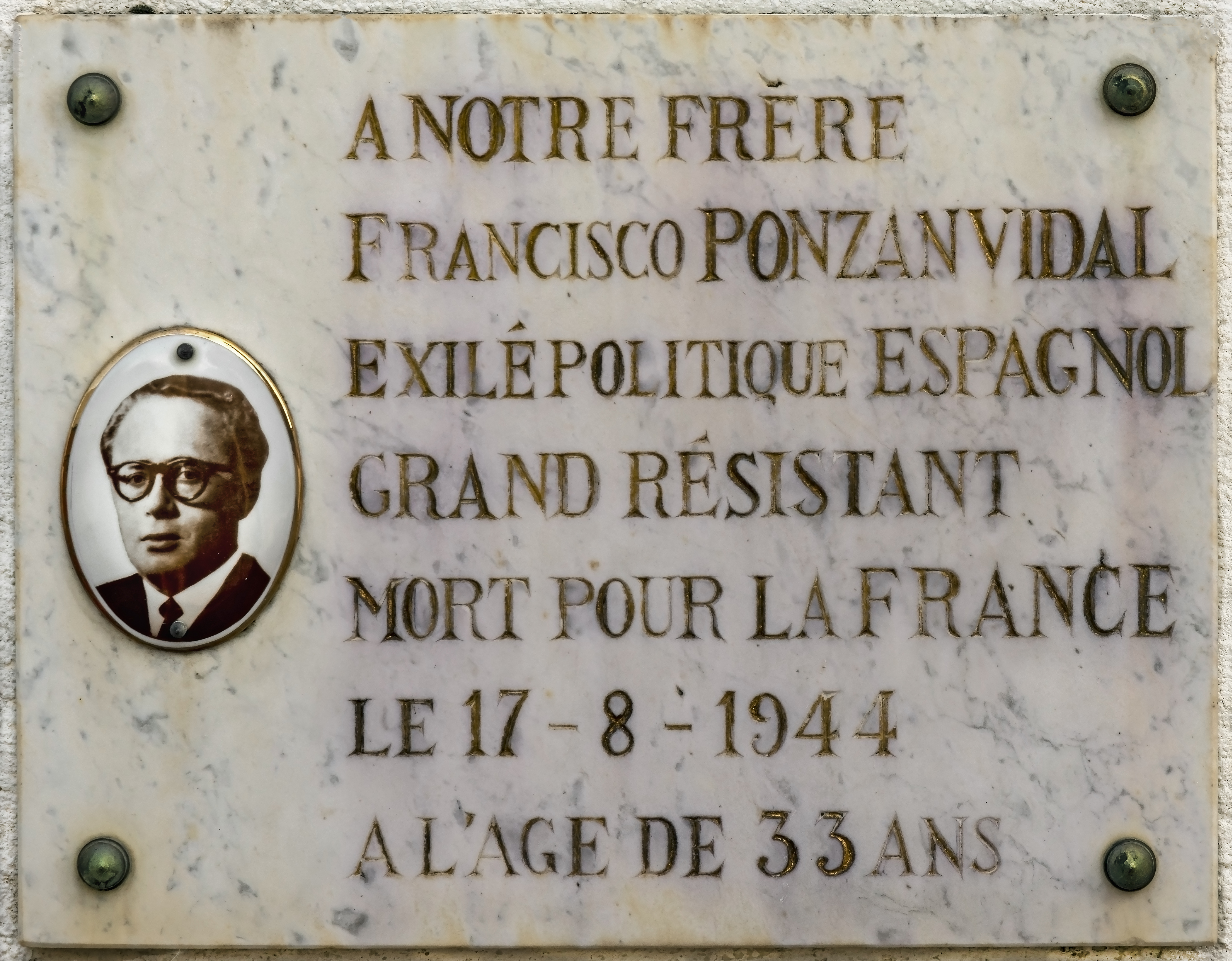
Lapide in memoria del partigiano Francisco Ponzan Vidal

- Emmanuel d'Astier de la Vigerie (1900-1969)
- Serge Asher-Ravanel
- Henri d'Astier de la Vigerie
- Lucie Aubrac
- Jacqueline Auriol (1917-2000)
- Josephine Baker
- Raoul Batany (1926-1944)
- Simone de Beauvoir
- Gilbert Bécaud (1927-2001)
- Samuel Beckett
- Robert Benoist (1895-1944), pilota automobilistico
- Georges Bidault (1899-1983)
- Denise Bloch
- Marc Bloch (1886-1944)
- Marc Boegner (1881-1970)
- Raoul Boulanger
- Claude Bourdet (1909-1996)
- Albert Camus
- Roger Carcassonne
- Mathilde Carre
- Donald Caskie (1902-1983)
- Jean Cavaillès (1903-1944)
- Peter Churchill, SOE
- Charlotte Delbo (1913-1985)
- Martha Desrumeaux
- Jacques Duclos
- Marguerite Duras, scrittrice e regista
- Paul Éluard, poeta, resistenza comunista
- Honoré D'Estienne d'Orves (1901-1941)
- Joseph Epstein
- Marie Fourcade
- Henri Frager
- Varian Fry
- Cristino Garcia (1914-1946)
- Genevieve de Gaulle-Anthonioz, nipote del generale de Gaulle
- Juliette Greco
- André Gide
- Albert Guérisse
- Georges Guingouih, resistenza comunista
- Odette Hallowes
- Arthur Honegger (1892-1955)
- Max Hymans
- Vladimir Jankélévitch (1903-1985)
- Germain Jousse (1895-1988)
- Bernard Karsenty
- Marcel Langer
- André Malraux ("Colonel Berger")
- Missak Manouchian
- Marcel Marceau
- Fanny Marette, attrice e scrittrice
- Julien Meline
- Pierre Mendès France
- François Mitterrand (1916-1996), futuro presidente della repubblica francese
- Danielle Mitterrand (1924-2011), moglie di François Mitterrand
- Maurice Montuclard (1904-1988)
- Jean Moulin
- Christian Pineau
- Eliane Plewman, SOE
- Georges Politzer (1903-1942)
- Raymond Sommer
- Suzanne Spaak
- Evelyne Sullerot, storico e sociologo
- Violette Szabo
- Dorothy Tartiere
- Germaine Tillion (antropologo)
- Charles Tillon, resistenza comunista
- Berthe Vicogne-Fraser
- Marie-Claude Vaillant-Couturier
- Pierre Villon, resistenza comunista
- Pierre de Vomécourt
- Philippe de Vomécourt
- Nancy Wake
- Gabrielle Weidner (1914-1945)
- Johan Hendrik Weidner (1912-1994)
- William Grover-Williams
- Jean-Pierre Wimille
- Tristan Tzara
- Francisco Ponzán Vidal
- Simone Weil, filosofa
- Gheorghe Gaston Grossman (cambiò il cognome in Marin dopo essere tornato in Romania nel dopoguerra)

Dopo la guerra molti francesi dichiararono falsamente di avere avuto dei legami con la resistenza. Alcuni - come Maurice Papon - arrivarono anche a fabbricarsi un falso passato nella resistenza.
 Le stime variano da circa il 5% della popolazione francese a circa 200000 membri attivi e armati e probabilmente dieci volte tanto di sostenitori.